# 이창양
이창양(李昌洋, 1962년~)은 대한민국의 제6대 산업통상자원부 장관인 공무원이다.

## 학력
- 1981~1985년 서울대학교 정치학 학사
- 1985~1987년 서울대학교 행정대학원 정책학 석사
- 1993~1995년 하버드 대학교 케네디행정대학원 행정학 석사
- 1995~1999년 하버드 대학교 정책학 박사

## 경력
- 1985년 제29회 행정고시 합격
- 1986년~1996년 상공부 사무관 및 통상산업부 서기관
- 1990년~1991년 통상산업부 장관비서관
- 1996년~1996년 산업자원부 서기관
- 1997년~1998년 대통령 비상경제대책위원회 전문위원 (산업정책 및 기업구조조정)
- 1999년~2000년 산업자원부 산업정책과장
- 2000년~카이스트 경영대학 조교수/부교수/정교수
- 2002년~2004년 공기업 경영평가위원 (R&D 및 총괄 부문)
- 2005년~2006년 Harvard University Visiting Scholar
- 2007년~2008년 KAIST 테크노경영대학원 경영공학 책임교수
- 2008년~2011년 한국산업단지공단 사외이사
- 2009년~2011년 KAIST 경영대학 EMBA(Executive MBA) 책임교수
- 2009년~2014년 TCK 사외이사
- 2011년~2014년 기초기술연구회 기획평가위원
- 2012년~2018년 SK 하이닉스 사외이사
- 2014년~2017년 KAIST 교수평의회 위원
- 2016년~2017년 신산업민관협의회 위원 (산업통상자원부)
- 2016년~2017년 산업통상자원부장관 경제자문관
- 2017년~2018년 신성장위원회 위원장 (금융위원회)
- 2019년~2022년 LG 디스플레이 사외이사
  - LG 디스플레이 내부거래위원회 위원
  - LG 디스플레이 감사위원회 위원
- 2021년~2022년 LG 디스플레이 ESG위원회 위원장
- 2022년 제20대 대통령직인수위원회 경제2분과 간사
- 2022년 5월~2023년 9월: 제6대 산업통상자원부 장관
- 2022년 5월~2023년 9월: 대통령 직속 국가지식재산위원회 당연직 위원
- 2022년 5월~2023년 9월: 대통령직속 국가생명윤리심의위원회 정부위원
- 2023년 1월~2023년 9월: 국회의장 직속 경제외교자문위원회 정부위원
- 2023년 7월~2023년 9월: 대통령 직속 지방시대위원회 당연직위원
- 2024년 3월~: CJ CGV사외이사
  - CJ CGV 감사위원회 위원
  - CJ CGV 보상위원회 위원
  - CJ CGV 내부거래위원회 위원
  - CJ CGV ESG위원회 위원장